# Cigánka (935 m)
Cigánka (935 m) – szczyt na południowo-wschodnim skraju Płaskowyżu Murańskiego w środkowej Słowacji. Wznosi się od północy nad miejscowością Murań w powiecie Revúca.
Stanowi południowo-zachodnie zakończenie wyraźnego, wydłużonego grzbietu, ciągnącego się od doliny Hrdzaveho potoku ku północnemu wschodowi i zakończonego tam szczytem Nižná Skalka (980 m n.p.m.) nad Murańską Hutą. Masyw Cigánki ogranicza od północnego zachodu głęboka dolina Suchý dol, którą spływa Dolinský potok (dopływ Hrdzaveho potoku), zaś od strony południowo-wschodniej - źródłowy tok rzeki Muráň.
Masyw Cigánki zbudowany jest ze skał węglanowych. Podstawę masywu budują triasowe dolomity tzw. wettersteinskie, a sam wierzchołek wapienie, pochodzące z młodszego triasu. Stoki masywu są strome lub bardzo strome, w większości mocno rozczłonkowane drobnymi formami geomorfologicznymi (żlebki, wąwoziki, usypy kamienne i in.). Porastają je mieszane lasy przechodzące miejscowo w formacje typu lasostepu, w których składzie występuje szereg gatunków flory panońskiej.
Partie szczytowe są skaliste, w niektórych miejscach obrywają się wysokimi ścianami i ambonami, rozcinanymi głębokimi szczelinami. Po południowo-wschodniej stronie masywu porastają je bogate zbiorowiska roślin ciepłolubnych i kserofilnych. Rośnie tu m.in. wawrzynek murański (Daphne arbuscula Celak.) - relikt trzeciorzędowy i endemit, występujący jedynie na Płaskowyżu Murańskim. Występuje tu także odmiana jarząbu mącznego - jarząb Hazslinszkiego (Sorbus aria var. hazslinszkyana Soó), neoendemit wapiennych masywów pogranicza słowacko-węgierskiego.
Na grzbiecie góry, ok. 200 m na północny wschód od szczytu, znajdują się ruiny zamku Murań (Muranský hrad). Jest to trzeci co wysokości położenia nad poziomem morza zamek na Słowacji. Są udostępnione do zwiedzania. Wejście na zamek prowadzi przez zrekonstruowaną bramę. Poniżej ruin na grzbiecie Cigánki jest schronisko turystyczne Chata pod Muranským hradom.
Szczytowe partie góry wraz z kompleksem ruin i fragmentem południowo-wschodnich stoków do ok. 650–700 m n.p.m. są od 1984 r. objęte ochroną rezerwatową, pierwotnie jako Štatná prírodná rezervácia o powierzchni 36,3 ha, obecnie jako Národná prírodná rezervácia Cigánka (Rezerwat przyrody Cigánka).

## Szlaki turystyczne
Muráň – Chata pod Muranským hradom – Zamek  Muráň. Przewyższenie 555 m, czas przejścia 1.45 h
  Velka luka, Piesky –  Chata pod Muranským hradom. Przewyższenie 50 m, czas przejścia 30 min